# 神奈川県道705号堀山下秦野停車場線

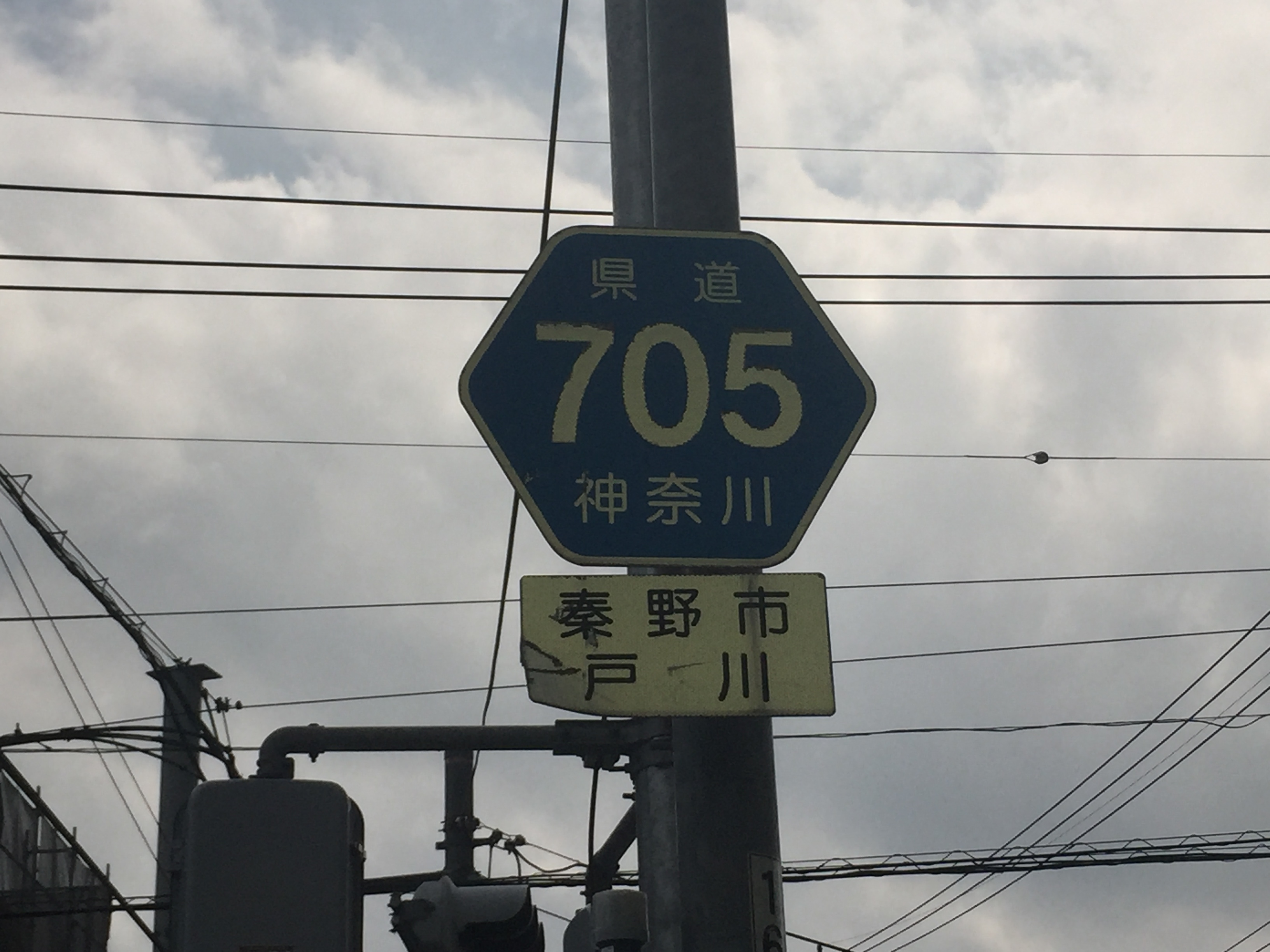
県道番号標示（秦野市戸川）

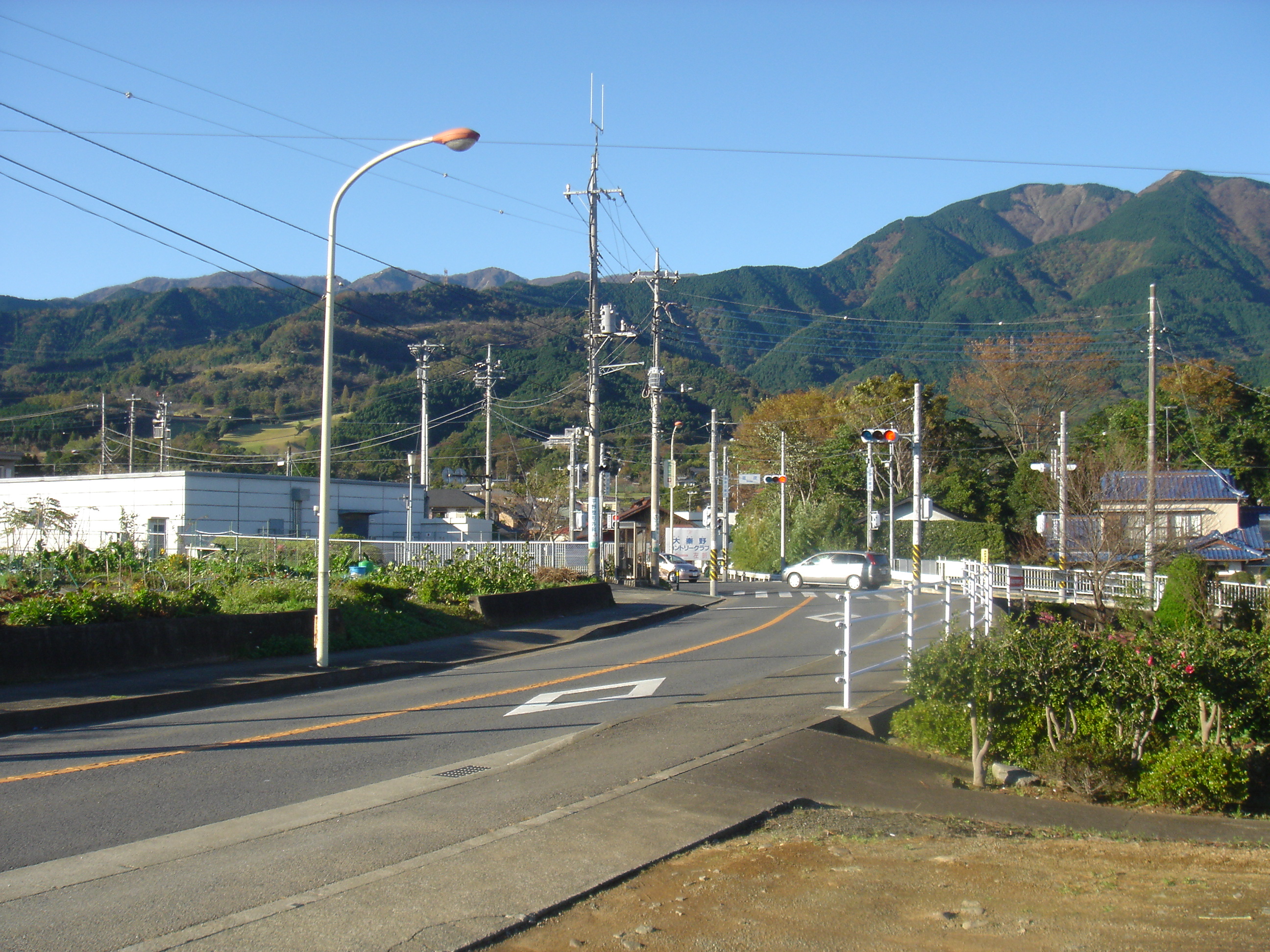
北郵便局前

神奈川県道705号堀山下秦野停車場線（かながわけんどう705ごう ほりやましたはだのていしゃじょうせん）は、神奈川県秦野市堀山下の大倉入口交差点から北地区を経由し、駅前通り、片町通り、本町四ツ角、大道（だいどう）などの商店街を通って同市の小田急小田原線秦野駅北口に至る県道である。

## 概要

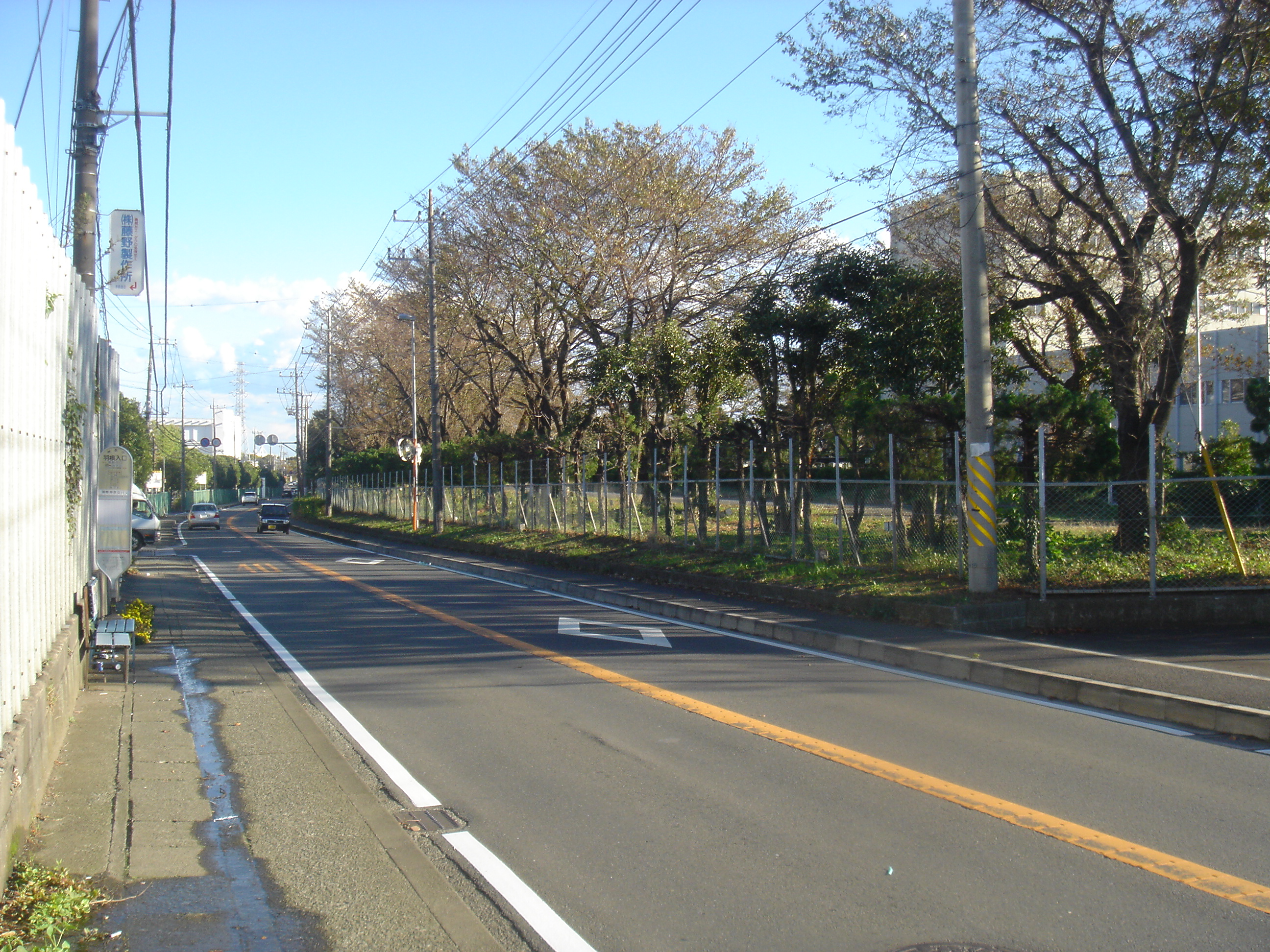
曽屋原工業団地内

- 総延長：6.7km
- 起点：神奈川県秦野市堀山下（神奈川県道706号丹沢公園松原町線大倉入口交差点）
- 終点：神奈川県秦野市今川町（小田急小田原線秦野駅北口）
- Google マップ

## 路線状況
秦野駅と片町通の間は、小田急開通の折に建設されて昭南道路と呼ばれていたものであるが、幅員狭小につき南向き一方通行に規制されている。それゆえに、拡幅の要望がされ、南側の区域は拡張工事が着手されている。
神奈川県道704号秦野停車場線と同じく秦野市の商業の中心である本町四ツ角を通っているが車線は片側1車線ずつしかないため、混雑していることが多い。また、市内の工業団地関係者からの要望を受け、国道246号と連絡する「曽屋インターチェンジ」が建設され、本路線堀山下方面から国道246号東京方面へのオンランプが2011年3月10日に、東京方面から本路線両方向へのオフランプが2013年12月25日に、それぞれ開通した。

### 橋梁
- まほろば大橋（昭和橋、水無川）
- 中尾橋（唐沢川）
- 石原橋（唐沢川）
- 平和橋（水無川）

## 地理

### 交差する道路
- 神奈川県道706号丹沢公園松原町線（大倉入口交差点）
- 国道246号（曽屋交差点附近にて立体交差）
  - 曽屋インターチェンジ（東京方面のみ）
  - 市道経由の連絡（県道側は宮上交差点、国道側は曽屋交差点）
- 神奈川県道704号秦野停車場線（本町四ツ角交差点）
- 神奈川県道704号秦野停車場線（まほろば大橋南詰）
  - 県道704号は、まほろば大橋南詰より水無川右岸を西進し、秦野橋より北上して、四ツ角で再び705号と交わる。